# Jamie Robinson
Jamie Robert Robinson (Portadown, 11 november 1994) is een Noord-Iers voetbalscheidsrechter. Hij is in dienst van FIFA en UEFA sinds 2019. Ook leidt hij sinds 2017 wedstrijden in de NIFL Premiership.
Op 15 augustus 2017 leidde Robinson zijn eerste wedstrijd in de Noord-Ierse nationale competitie. Tijdens het duel tussen Crusaders en Warrenpoint Town (5–0) trok de leidsman viermaal de gele kaart. In Europees verband debuteerde hij op 27 juli 2021 tijdens een wedstrijd tussen Budućnost Podgorica en HB Tórshavn in de tweede voorronde van de UEFA Europa Conference League; het eindigde in 0–2 en de Noord-Ier trok driemaal een gele kaart. Zijn eerste interland floot hij op 3 juni 2024, toen Gibraltar met 0–2 verloor van Schotland door doelpunten van Ryan Christie en Ché Adams. Robinson hield tijdens deze wedstrijd zijn kaarten op zak.

## Interlands
| Datum       | Plaats          | Wedstrijd             | Uitslag | Competitie        | Kreeg geel | Kreeg voor de tweede keer geel en dus rood | Weggestuurd |
| ----------- | --------------- | --------------------- | ------- | ----------------- | ---------- | ------------------------------------------ | ----------- |
| 3 juni 2024 | Loulé, Portugal | Gibraltar – Schotland | 0 – 2   | Vriendschappelijk | 0          | 0                                          | 0           |
| 6 juni 2024 | Loulé, Portugal | Gibraltar – Wales     | 0 – 0   | Vriendschappelijk | 4          | 0                                          | 0           |

Laatst bijgewerkt op 26 juni 2024.